# Buddha bowl

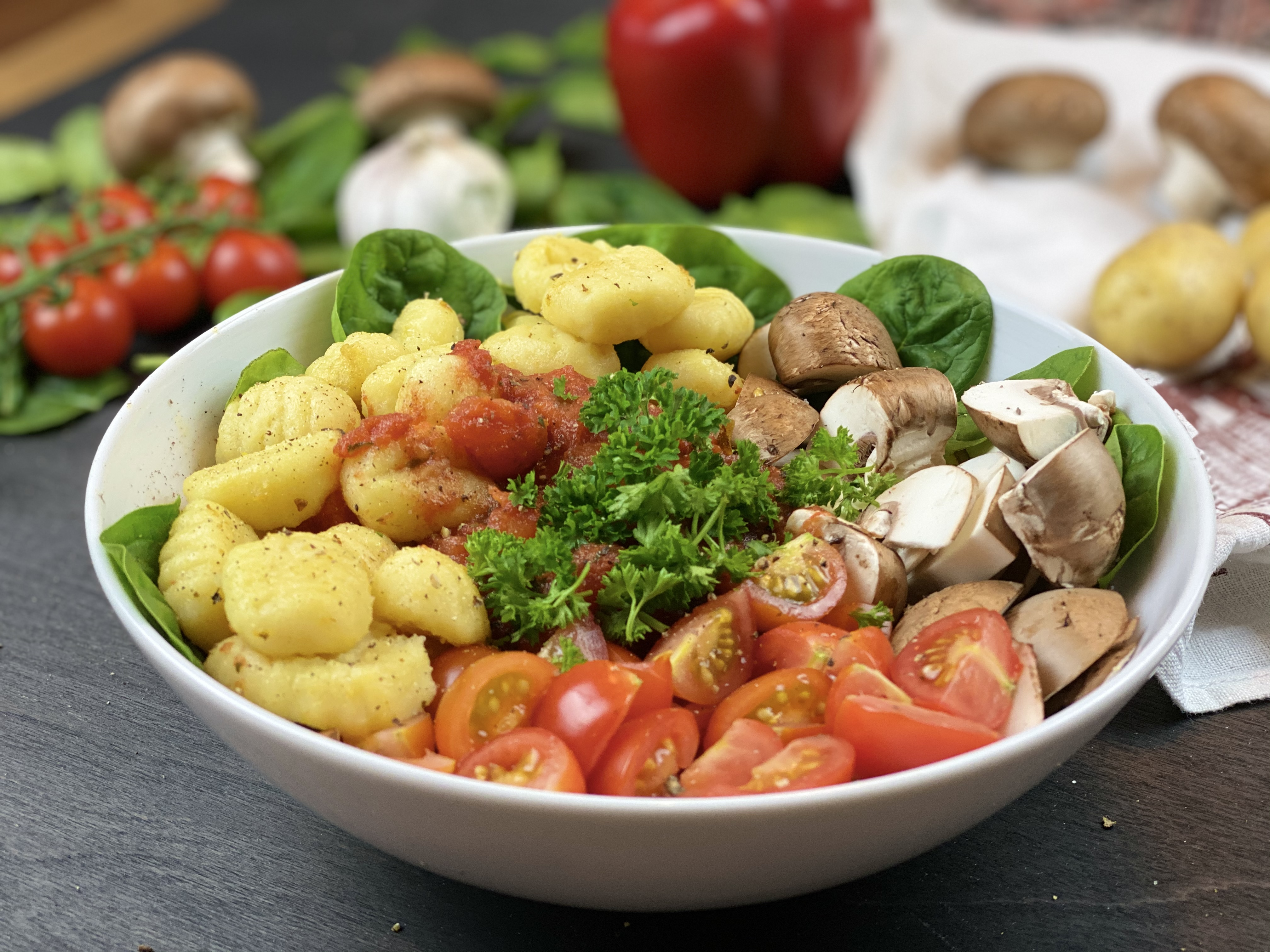
Een Buddha bowl met gnocchi.

Een Buddha bowl is een vegetarisch of veganistisch gerecht dat als lunch of als avondmaaltijd wordt genuttigd. Het gerecht is afgeleid van de poké bowl, die meestal vis bevat. Het gerecht bestaat uit een combinatie van verschillende fijngesneden groenten en fruit die op een sierlijke manier gerangschikt zijn met vaak een portie rijst of quinoa. De eerste Buddha bowl werd mogelijk in 2013 geserveerd in Toronto.
Voor de reden dat de naam Buddha bowl werd bedacht zijn verschillende verklaringen:
- Een goede Buddha bowl is een uitgebalanceerde maaltijd, en balans is een belangrijk concept uit het boeddhisme.
- Deze is vernoemd naar Gautama Boeddha die destijds regelmatig met een schaal rondliep die door voorbijgangers gevuld werd met allerlei ingrediënten waarmee hij aan zijn maaltijd kwam.
- De schaal is vernoemd naar de ronde buik van Budai, die ook wel de lachende boeddha wordt genoemd.